# Ventilatortod

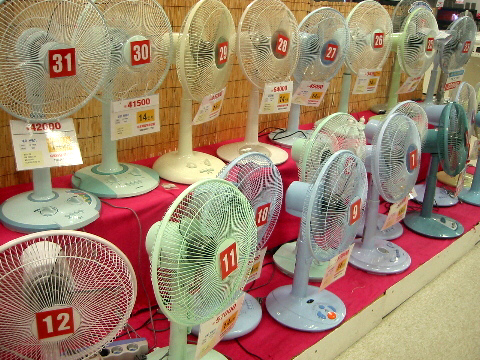
Zum Verkauf angebotene Ventilatoren (2003).

Der Ventilatortod ist ein aus Südkorea stammender Aberglaube bzw. eine moderne Sage. Er sagt aus, dass man durch einen über Nacht in einem geschlossenen Raum laufenden Ventilator sterben kann (durch Erstickung, Vergiftung oder Unterkühlung), wenn man sich in diesem Raum befindet. Seit etwa Anfang der 2010er Jahre ist dieser Aberglaube kaum noch verbreitet oder bekannt.

## Vorgebliche Begründungen
Vertreter des Glaubens an den Ventilatorentod-Mythos bieten verschiedene Erklärungsansätze an, wie ein Ventilator tötet. Diese Erklärungen sind jedoch unlogisch und wissenschaftlich nicht haltbar. Nachfolgend werden typische Erklärungsversuche angeführt:
- Ein Ventilator erzeuge einen Wirbel, der die Luft im geschlossenen Raum ansaugt und so unter dem Ventilator ein partielles Vakuum erzeuge. Tatsächlich variiert der Luftdruck an jedem Punkt des Raumes weniger als während eines Sturms.
- Ein Ventilator verbrauche den Sauerstoff in einem Raum und verursache dadurch einen tödlichen CO2-Anteil. Tatsächlich wird keine Veränderung der Raumluft durch den Ventilator verursacht, außer möglichem chemischem Ausgasen des Ventilator-Materials oder eventueller Ozonerzeugung.
- Wird der Ventilator direkt vor das Gesicht der schlafenden Person gestellt, so sauge er die gesamte Luft weg und verhindere so das Atmen.
- Ventilatoren verursachten Hypothermie bzw. eine außergewöhnlich niedrige Körpertemperatur.[1] Wenn der Stoffwechsel nachts zur Ruhe kommt, werde er empfindlicher gegenüber der Raumtemperatur. Dadurch werde er anfälliger für Hypothermie. Tatsächlich zeigen empirische Messungen, dass ein Ventilator die Raumtemperatur nicht signifikant beeinflussen kann und der empfundene Kühlungseffekt fast ausschließlich durch den Luftstrom, der den Körper umgibt, verursacht wird, da dadurch die Körperwärme leichter auf die Luft übergeht und die Verdunstungskälte des Schweißes besser zum Zuge kommt. Außerdem entsteht Hypothermie nur, wenn die Innentemperatur des Körpers unter das Normalmaß sinkt. Das passiert jedoch nicht durch einfaches Hautkühlen.
- Ventilatoren verursachten Hyperthermie (Hitzschlag).[2]
- Ventilatoren führten zu verlängertem Atemstillstand durch Sauerstoffverschiebung oder CO2-Anreicherung in der Umgebungsluft.[2][1][3][4]

## Wissenschaftliche Erklärungsversuche
- Der Nocebo-Effekt (negativer Placebo-Effekt) könnte eine Erklärung für die im Sommer regelmäßig gemeldeten Ventilatortode sein.
- Da Ventilatortode hauptsächlich im Sommer gemeldet werden, ist davon auszugehen, dass die Todesfälle auf Hitzeschäden zurückgehen.
- Bei der letztgenannten These handelt es sich einfach um eine Koinzidenz, also wenn jemand im Winter an derselben wahren Ursache stirbt, läuft dabei einfach kein Ventilator und wird deshalb nicht als Ursache vermutet. Damit kommen neben dem Hitzeschaden auch alle anderen Todesursachen in Frage.

## Regierungsposition Südkoreas
Das Korea Consumer Protection Board (KCPB), eine staatliche Stelle Südkoreas, gab 2006 eine Verbraucherwarnung aus, der zufolge „Atemstillstand durch elektrische Ventilatoren und Klimaanlagen“ den gesammelten Daten nach unter Südkoreas fünf häufigsten Sommerunfällen und -verletzungen sei. Weiterhin fanden sich unter diesen fünf Gefährdungen Klimaanlagenexplosionen und Hygieneprobleme, die zu Lebensmittelvergiftungen führten, sowie opportunistische Erreger, die in Klimaanlagen nisteten.
Das KCPB schrieb:
„Wenn Menschen elektrischen Ventilatoren oder Klimaanlagen zu lang ausgesetzt sind, verursacht dies Wasserverlust und Hypothermie. In direktem Kontakt mit dem Luftstrom eines Ventilators kann dies zum Tod durch den Kohlenstoffdioxidanstieg und die Sauerstoffreduktion führen. Die Risiken sind für ältere und kranke Menschen mit Atemwegsproblemen höher. Im Zeitraum von 2003 bis 2005 sind 20 Fälle bekannt geworden, bei denen Atemnot, die durch beim Schlafen laufende elektrische Ventilatoren und Klimaanlagen verursacht wurde, eine Rolle spielte. Um Atemnot vorzubeugen, sollten Zeitschalter verwendet werden, die Windrichtung variiert werden und Türen offen gelassen werden.“
Die staatliche Korea Consumer Agency (KCA) hält diese Verbraucherwarnung unter dem Titel "Beware of Summer Hazards!" mit dem Veröffentlichungsdatum vom 8. August 2007 weiterhin auf ihrer Webseite vor:
„Doors should be left open when sleeping with the electric fan or air conditioner turned on
If bodies are exposed to electric fans or air conditioners for too long, it causes bodies to lose water and hypothermia. If directly in contact with a fan, this could lead to death from increase of carbon dioxide saturation concentration and decrease of oxygen concentration. The risks are higher for the elderly and patients with respiratory problems.
From 2003~2005, a total of 20 cases were reported through the CISS involving asphyxiations caused by leaving electric fans and air conditioners on while sleeping. To prevent asphyxiation, timers should be set, wind direction should be rotated and doors should be left open.“

## Vorkommen in den Medien
Die Erklärungen, wie es zum Ventilatortod kommt, sind von vielen koreanischen Medizinern akzeptiert. Bis Mitte der 2000er Jahre wurden im Sommer in den Zeitungen Südkoreas regelmäßig Todesfälle durch Ventilatoren gemeldet.

## Reale Risiken des Ventilatorbetriebs
Wenngleich in der öffentlichen Diskussion über Ventilatoren in Südkorea beständig ein kausaler Zusammenhang behauptet wird, gelten für den Betrieb eines elektrischen Ventilators nur die gleichen Restrisiken wie für den Betrieb eines jeden Elektrogeräts. Kurzschluss, Kabelbrand und brennende Plastikgehäuse können einen Menschen im Schlaf töten.
Kleine Geräte mit für die Raumgröße ungenügender Luftumwälzung werden bei großer Hitze und/oder in stickigen Räumen oft auf höchster Leistungsstufe betrieben, was ggf. zu ihrer Überhitzung führen kann.